# Orthophytum hatschbachii
Orthophytum hatschbachii är en gräsväxtart som beskrevs av Elton Martinez Carvalho Leme. Orthophytum hatschbachii ingår i släktet Orthophytum och familjen Bromeliaceae. Inga underarter finns listade i Catalogue of Life.